# Ericydnus theron
Ericydnus theron är en stekelart som beskrevs av Trjapitzin 1982. Ericydnus theron ingår i släktet Ericydnus och familjen sköldlussteklar.
Artens utbredningsområde är:
- Tyskland.
- Moldavien.

Inga underarter finns listade i Catalogue of Life.